# Aeródromo de Nomans Land
O aeródromo de Nomans Land foi um aeródromo militar operacionado pela Marinha dos Estados Unidos entre 1943 e 1950 na ilha de Nomans Land, pertencente à cidade de Chilmark, Massachusetts. O aeródromo teve pouco uso, sendo usado principalmente como campo de posso auxiliar para aeronaves de guerra que por lá passavam.

## História
O aeródromo foi construído entre novembro de 1942 e 1943 com a intenção de proporcionar apoio na Segunda Guerra Mundial e a Marinha dos Estados Unidos começou a utilizar o aeródromo em 1943 para treinamentos militares, principalmente para bombardeamentos.
Apesar de o aeródromo ter sido desativado em 1950, as atividades militares na ilha continuaram a ser executadas até 1996 quando a Marinha dos EUA transferiu o controlo da ilha para o Serviço de Pesca e Vida Selvagem  para ser usado como um refúgio de vida selvagem, principalmente de aves. A ilha não é aberta ao público devido à presença de material bélico não explodido na ilha provocado pelos bombardeamentos.